# Разрыв евхаристического общения Русской православной церкви с Константинопольским патриархатом (1996)
23 февраля 1996 года Русская православная церковь разорвала евхаристическое общение со Константинопольской православной церковью в ответ на решение синода Вселенского патриархата восстановить Православную церковь в Эстонии под канонической юрисдикцией Константинпольского патриархата в качестве автономной церкви от 20 февраля 1996 года. Однако 16 мая 1996 года стороны достигли соглашения, и евхаристическое общение было восстановлено.
8 ноября 2000 года в официальном заявлении Русская Православная церковь описала этот раскол как «трагическое положение» февраля-мая 1996 года, «когда из-за раскольнических действий Константинопольского Патриархата в Эстонии православные христиане Константинопольской и Русской Церквей, живущие по всему миру в тесной духовной связи, оказались лишёнными совместного евхаристического общения у единой Чаши Христовой».

## Предыстория

### Автономия Эстонской православной церкви
10 мая 1920 года постановлением Московского патриарха Тихона, Священного Синода и Высшего церковного совета Русской православной церкви была провозглашена автономия Эстонской православной церкви. В постановлении было сказано, что «ввиду того, что Эстонская Церковь как находящаяся в пределах самостоятельного государства фактически уже пользуется самостоятельностью во всех делах церковно-хозяйственных, церковно-административных, школьно-просветительских и церковно-гражданских, и в разъяснение постановления соединенного присутствия Священного Синода и Высшего Церковного Совета от 10 мая 1920 г. за № 183, признать Эстонскую Православную Церковь автономною впредь до разрешения вопроса об автокефалии её Всероссийским Церковным Собором».
После ареста Патриарха Тихона советским правительством контакты между ним и автономной Эстонской Православной Церковью были прерваны. 23 сентября 1922 года Собор Эстонской православной церкви принял решение об обращении к Патриарху Константинопольскому Мелетию IV с прошением о принятии автономной православной Церкви в Эстонии в юрисдикцию Константинопольского Патриархата и даровании ей автокефалии. 10 сентября 1940 года в обращении к Патриаршему Местоблюстителю митрополиту Сергию (Страгородскому), митрополит Таллиннский и всей Эстонии Александр (Паулус) писал, что это решение было принято под сильным политическим давлением со стороны государственной власти в то время, когда из Советской России непрерывно поступали сведения о тяжелейшем положении Святейшего Патриарха Тихона и Русской Православной Церкви и в ответ на призыв Патриарха Мелетия IV.

### Томос Константинпольского Патриархата 1923 года
7 июля 1923 года Константинопольский патриарх Мелетий IV издал томос о принятии Эстонской церкви в юрисдикцию Вселенского патриархата с автономным статусом (Томос 3348). Этот томос «учредил при Вселенском Патриархате Автономную Православную Апостольскую Церковь Эстонии, известную как „Православная митрополия Эстонии“». Таким образом, Константинопольским Патриархатом были аннексированы Таллиннская и Эстонская епархия, часть Нарвского викариатства Петроградской епархии и часть Псковской епархии Русской православной церкви. Обосновывая свои действия, Константинопольский Патриархат, в первую очередь, напомнил о том, что Вселенский Престол осуществляет каноническое попечение о церковном устроении тех православных общин, которые остаются без пастырского окормления. Во-вторых, в Томосе утверждалось, что перехода в юрисдикцию Константинопольского Патриархата требовали новые политические условия, сложившиеся в Эстонии, и, в-третьих, подчёркивалось, что возникшие в России церковные нестроения сделали невозможным установление «надлежащего церковного устроения в Эстонии со стороны святой Церкви России».
Некоторые православные русские в Эстонии решили остаться под юрисдикцией Московского Патриархата. Русская Православная Церковь считает, что «Патриарх Константинопольский Мелетий, воспользовавшись тяжёлым положением Православной Церкви в России, незаконно провозгласил юрисдикцию Константинопольского Патриархата на территории независимой Эстонии, преобразовав Эстонскую Автономную Православную Церковь в Эстонскую Митрополию Константинопольского Патриархата». После конфликта с Константинополем Эстонская автономная православная церковь получила законную собственность национальных церквей и монастырей.

### Бегство из Эстонии митрополита Александра и аннулирование томоса в 1978 году
В 1940 году Советский Союз аннексировал Эстонию. После 1944 года митрополит Александр (Паулус) из ЭАПЦ отправился в изгнание в Стокгольм, Швеция, вместе с 23 клириками и 7000 (или 8000) верующими. Церковная администрация, базировавшаяся в Стокгольме, оставалась в составе Константинпольского патриархата и окормляла около 10 000 православных эстонцев, живших в разные странах. После смерти митрополита Александра в 1953 году Константинопольский Патриархат посвятил нового эстонского православного епископа, епископа Георгия (Вяльбе), для надзора за эстнскими прихоадами, с центром в Стокгольме. После смерти Георгий (Вяльбе) в 1961 году его эстонские приходы были переподчинены местным епископам Константинопольского патриархата.
Православная церковь, оставшаяся в Эстонии, была включена в состав Русской православной церкви после вхождения Эстонии в состав Советского Союза. 10 декабря 1944 года Священный синод Московского патриархата обнародовал Указ, которым прекратил функционирование Эстонской православной церкви и учредил на ее месте Таллиннскую и Эстонскую епархию. Этот роспуск фактически произошёл 9 марта 1945 года. Эстонская Апостольская Православная церковь позже заявила, что считает, что «автономия Православной Церкви Эстонии, предоставленная в 1923 году Вселенским Патриархом Мелетием, была отменена 9 марта 1945 года силой, в одностороннем порядке, без соблюдения канонического порядка и без информирования Вселенского Патриарха об этом и не дожидаясь его согласия».
В письме, направленном тогдашнему Патриарху Московскому Алексию II 24 февраля 1996 года, Патриарх Константинопольский Варфоломей писал, что «Русский Патриархат в те годы вторгался в страны, находящиеся под духовной юрисдикцией Вселенского Патриархата, а именно в Эстонию, Венгрию и другие страны, всегда силой советской армии. В то время Русская Церковь не интересовалась мнением Вселенского Патриархата, и ей не было оказано никакого уважения. Присоединение Эстонской Православной церкви к Пресвятой Церкви Российской произошло произвольно и неканонически. И несомненно, что события, которые неканоничны в одно конкретное время, никогда не благословляются, никогда не считаются действенным и никогда не будут иметь приоритета».
13 апреля 1978 года по просьбе Русской православной церкви Константинопольский Патриархат деактивировал томос 1923 года, которым была учреждена автономная Эстонская Апостольская православная церковь в юрисдикции Константинпольского Патриархата. Константинопольский Патриарх Варфоломей объяснил в 1996 году, что это было сделано «в соответствии с существовавшими в то время политическими условиями и в соответствии с настойчивой просьбой Патриарха Московского» и «в связи с обстоятельствами времени», а также «ради ровных отношений с Московским Патриархатом, в то время Эстония всё ещё составляла часть тогдашнего Советского Союза». Патриарх Варфоломей заявил, что томос был признан «недействующим, но не недействительным». «Из-за демографических сдвигов русские составляли большинство православного населения Эстонии к концу советского правления».

### Постсоветский период
После распада Советского Союза и восстановления независимости Эстонии в 1991 году в православной общине возник спор между теми, кто хотел сохранить связь с Московским Патриархатом, и теми, кто хотел восстановления автономной Православной церкви в составе Константинпольского Патриархата. Длительные переговоры между Русской Православной церковью и Константинопольским Патриархатом не привели к соглашению.
В 1991 году, после того как Эстония отделилась от Советского Союза, суверенитет Эстонской Республики был восстановлен. В то время правящим епископом в Эстонии был Корнилий (Якобс). Он провёл переговоры с правительством по ряду неотложных внутрицерковных вопросов, которые не могли быть решены без государственной поддержки. 11 августа 1993 года вместо регистрации представителей Священного синода Русской православной церкви Государственный департамент религий Эстонии зарегистрировал представителей «Синода Эстонской православной Церкви в изгнании» в качестве единственного правопреемника Автономной Эстонской Апостольской церкви. Эта регистрация имела политическое и социальное значение, поскольку сделала «Синод Эстонской православной церкви в изгнании» единственным владельцем всей церковной недвижимости в Эстонии. Русская Православная Церковь начала судебное разбирательство, чтобы защитить свою правовую и каноническую позицию в стране, потому что «Синод в изгнании» не имел ни епископальной структуры, ни административного офиса в Эстонии, как того требует эстонское законодательство. В 1994 году к вышесказанному добавилось ещё одно неожиданное событие. Петиция, подписанная представителями 54 из 83 православных приходов Эстонии, официально просила присоединиться к юрисдикции Константинопольского Патриархата. 54 прихода представляли большинство православных верующих в стране и включали как эстонскоязычные, так и русскоязычные общины. Год спустя серия переговоров между Вселенским Патриархатом и Русской Православной Патриархией не привела к решению. 25 мая 1995 года Константинопольский Патриарх Варфоломей, находясь в Финляндии, обратился по радио с воззванием к православным верующим Эстонии, в котором призвал к «скорейшему возрождению Эстонской Автономной Православной Церкви в непосредственном общении с Вселенским Патриархатом». Это обращение ещё более обострило противостояние в церковной жизни страны
3 января 1996 года делегация Русской православной церкви посетила резиденцию Константинопольского патриархата в Стамбуле для двусторонних переговоров о разделении православных в Эстонии. Соглашение достигнуто не было, но обе стороны договорились о продолжении переговоров в Москве 2 февраля того же года.
4 января 1996 года Патриарх Варфоломей направил письмо «православным общинам Эстонии», в котором выразил желание «активизировать» Автономную Эстонскую Апостольскую Церковь на основании Указа (или решения) Константинопольского патриарха в 1923 году. В письме выражалась надежда объединить всех в одной церкви с отдельной епархией для русскоязычных приходов. 16 января 1996 года делегация Константинопольского патриархата посетила Эстонию «в попытке найти жизнеспособное решение». Они встретились с представителями Московского Патриархата и государственных органов Эстонии, в том числе с премьер-министром Тийтом Вяхи и президентом Леннартом Мери. После встречи были сделаны заявления о том, что Константинопольский патриархат примет эстонских православных верующих под свою юрисдикцию, но что он также согласится с разделением православной общины Эстонии на две части и их принадлежностью к двум юрисдикциям.

## Разрыв

### Решение Константинопольского патриархата от 20 февраля 1996 года
20 февраля 1996 года, заявив, что это было «в соответствии с настойчивой просьбой эстонского правительства и подавляющего большинства эстонских православных приходов, которые просили вновь передать их под эгиду Вселенского патриархата», Константинопольский патриархат принял решение «восстановить Православную церковь в Эстонии под канонической юрисдикцией Вселенского патриархата» как автономную церковь путем возобновления действия томоса 1923 года, который был издан патриархом Мелетием IV.
22 февраля 1996 года Константинопольский патриархат официально объявил о своем решении возобновить действие томоса 1923 года и восстановить автономную Эстонскую апостольскую церковь. Это было сделано на основании продолжающегося существования ЭАПЦ в изгнании в Швеции.
24 февраля 1996 года делегация Вселенского Патриархата во главе с митрополитом Халкидонским Иоакимом (Нерандзулисом) сослужила Божественную литургию с эстонским духовенством и в присутствии архиепископа Финляндского Иоанна (Ринне) в храме Преображения Господня в Таллине. Этот акт ознаменовал возрождение Автономной Эстонской апостольской церкви. В тот же день Главный секретариат синода Константинопольского патриархата опубликовал официальное коммюнике. В этом коммюнике было объявлено, что архиепископ Карельский Иоанн (Ринне), предстоятель Финляндской православной церкви, назначен местоблюстителем Автономной Эстонской апостольской церкви.

### Реакция Московского Патриархата
23 февраля 1996 года, в ответ на действия Патриарха Варфоломея Священный Синод Русской православной церкви признал «данную акцию раскольнической, вынуждающей нашу Церковь приостановить каноническое и евхаристическое общение с Константинопольским Патриархатом, а также прекратить поминовение Патриарха Константинопольского по диптиху Предстоятелей Поместных Православных Церквей».
На следующий день, 24 февраля, чтобы оправдать решение Константинопольского патриархата, принятое 20 февраля 1996 года, Константинопольский Патриархат опубликовал коммюнике, а Вселенский патриарх Варфоломей направил письмо тогдашнему Патриарху Московскому Алексию II.

### Переговоры между Константинопольской и Русской православным церквами и соглашение
3 и 22 апреля 1996 года Совместная комиссия Константинопольского и Московского патриархатов собралась в Цюрихе для обсуждения сложившейся ситуации. 4 марта глава ОВЦС митрополит Кирилл заявил, что передача ЭАПЦ под юрисдикцию Константинпольского патриархата является «канонически незаконной» и что РПЦ готова вести переговоры со Вселенским патриархатом по этому вопросу.
16 мая 1996 года было достигнуто соглашение, и общение между Русской православной церковью и Константиновской православной церковью было восстановлено
Стороны в итоге решили: «предоставить православным в Эстонии свободу выбора — какой церковной юрисдикции они желают принадлежать», при этом Константинопольская Патриархия согласилась приостановить на 4 месяца применение своего решения от 20 февраля 1996 года об учреждении Автономной Церкви Константинопольской юрисдикции на территории Эстонии и обязалась вместе с Московским Патриархатом «сотрудничать в вопросе представления их позиции перед эстонским правительством с целью, чтобы все православные получили одинаковые права, включая право на имущество».
Это соглашение де-факто привело к существованию двух православных церквей на территории Эстонии: Эстонской православной церкви Московского Патриархата и Эстонской апостольской православной церкви Константинопольского патриархата. Этим соглашением и ЭАПЦ, и РПЦ согласились терпеть друг друга «по крайней мере временно». После этого решения в Эстонии 54 прихода вошли в состав ЭАПЦ, 29 — в состав РПЦ.
В сентябре 1996 года было принято решение продлить ещё на три месяца мораторий на решение Константинпольского Патриархата от 20 февраля 1996 года о возобновлении действия его томоса. Другие последующие встречи между Константинопольской Церковью и Русской православной Церковью были проведены с целью достижения окончательного соглашения, но без особых результатов. 1 сентября 2000 года Патриарх Варфоломей заявил, что рассматривает решение от 16 мая 1996 года как «решение, которое допускает существование двух параллельных юрисдикций в Эстонии», в то время как Русская Православная церковь официально заявила, что она полностью не согласна с таким толкованием решения Вселенского Патриарха и считает, что Эстония является находится под канонической юрисдикцией Московского Патриархата и что «православные общины на территории современной Эстонии на протяжении семи столетий находились в составе Русской Православной Церкви».

### Назначения епископов
9 марта 1998 года Священный синод Константинопольской православной церкви назначил священника Симеона Кружкова викарным епископом Эстонской православной церкви Константинопольского патриархата для помощи архиепископу Иоанну (Ринне) в управлении церковью. 10 мая 1998 года в Георгиевском патриаршем соборе в Стамбуле состоялась его архиерейская хиротония. По этому поводу Отдел внешних церковных сношений Московского патриархата заявил: «такое решение не может не вызывать озабоченности, как принятое до окончательного урегулирования конфликта, о разрешении которого в своё время договорились Московский и Константинопольский патриархаты».
9 марта 1999 года в Таллине собрался Конгресс Эстонской Апостольской православной церкви, чтобы рассмотреть тот факт, что у ЭАПЦ до сих пор не было предстоятеля. На конгрессе также присутствовали представители Константинопольского патриархата. Конгресс решил обратиться к Патриархии с просьбой назначить викария Галльской митрополии епископа Стефана (Хараламбидисом) предстоятелем ЭАПЦ. 13 марта 1999 года Синод Константинопольского патриархата удовлетворил просьбу и избрал Стефана митрополитом Таллиннским и всея Эстонии. Сообщая об этом решении, Патриарх Варфоломей призвал Русскую Церковь признать митрополита Стефана как «канонического и законного первоиерарха Эстонской Православной Церкви». Русская Православная Церковь, «убеждённо считая регион Эстонии автономной частью исторической канонической территории Московского Патриархата», отказалась признать статус митрополита Стефана, присвоенный ему Константинополем.
21 марта 1999 года епископ Стефан был возведён на престол митрополита Таллиннского и всея Эстонии в храме Преображения Господня в Таллине. После этого митрополит Стефан приступил к подготовке Общего собрания Церкви. 21 июня 1999 года состоялось Общее собрание, на котором были избраны органы Церкви — Синод и Ревизионная комиссия. Кроме того, митрополит Стефан объявил имена генеральных викариев и сотрудников его секретариата. Позднее, в январе 2009 года Эстонская православная церковь учредила синодальную структуру с рукоположениями двух епископов: епископа Тартуского Илии (Ояперва) и епископа Пярну-Сааремааского Александра (Хопёрского).

## Последствия
После Цюрихского соглашения между Эстонской Апостольской православной церковью и Эстонской православной церковью Московского патриархата продолжала сохраняться напряжённость.
Митрополит Стефан заявлял в 1999 и в 2002 годах, что в Эстонии может быть только одна поместная православная церковь, но он не возражает против превращения Московским Патриархатом Эстонской православной церкви Московского патриархата в епархию Русской православной церкви в Эстонии. По мнению Эстонской Апостольской православной церкви, соглашения, достигнутые в Цюрихе, могли бы стать основой, которая «могла бы положить начало конструктивному общему будущему» между обеими поместными церквями Эстонии (Эстонской Апостольской Православной Церковью и Эстонской православной церковью Московского патриархата), но, по мнению Эстонской Апостольской православной церкви, Русская православная церковь не применяла эти соглашения, принятые в Цюрихе, в отличие от Константинпольского патриархата.
8 ноября 2000 года, в ответ на визит Патриарха Варфоломея в Эстонию от 1 сентября 2000 года, Русская Православная церковь в официальном заявлении подробно изложила свой взгляд на раскол 1996 года. В этом заявлении также говорится, что Константинопольская церковь отказалась проводить переговоры 1 сентября 2000 года о визите Константинопольского Патриарха в Эстонию; «чтобы пребывание Патриарха Варфоломея в Эстонии положило конец четырехлетнему противостоянию между юрисдикциями двух Церквей в этой стране». Официальное заявление констатировало: «Учреждение Константинопольской юрисдикции в Эстонии в феврале 1996 года, назначение „митрополита всея Эстонии“ в марте 1999 года и сопутствующие визиту Патриарха Варфоломея в Эстонию в октябре 2000 года заявления об отказе от компромиссных соглашений, предусматривающих параллельное присутствие двух юрисдикций в Эстонии говорит о последовательном намерении Константинополя узурпировать каноническую власть в Эстонии и лишить Эстонскую Православную Церковь Московского Патриархата не только юридического, но и канонического права наследия в стране, где православие взросло и укреплялось стараниями подвижников веры и благочестия, русских и эстонцев по языку, верных чад Русской Православной Церкви. Политика Константинопольского Патриарха, направленная на создание „национальной церкви“ в Эстонии не только противоречит принципам, выработанным внутри самой Константинопольской Церкви, осудившей этнофилетизм, но также вносит мощный импульс в гражданское противостояние в Эстонской Республике по этническому признаку, о чём имеются свидетельства от гражданских представителей этого государства, декларирующего демократические принципы».
В октябре 2007 году делегаты Русской православной церкви, прибывшие на православно-католический богословский диалог в Равенне обнаружили, что в состав комиссии были включены представители ЭАПЦ. Епископ Иларион (Алфеев) отметил, что представители ЭАЦ были приглашены сопредседателем комиссии митрополитом Пергамским Иоанном (Зизиуласом) (Константинопольский патриархат) «в одностороннем порядке, без согласования с другими поместными Православными церквами». Так как представили ЭАПЦ отказались покинуть зал заседания, это сделали представители РПЦ, так как «совместное участие делегатов Московского патриархата и ЭАЦ в официальном заседании означало бы признание каноничности этой церковной структуры».
21-23 мая 2008 года на заседании Наблюдательного комитета православно-англиканского диалога в Стамбуле епископ Иларион (Алфеев) поставил вопрос об участии в диалоге ЭАПЦ. Епископ Иларион подчеркнул, что, в соответствии с решением Архиерейского Собора 2000 года, Русская Православная Церковь не сможет участвовать в диалоге, если на его заседаниях будут присутствовать представители этой церковной структуры. В том же году Русская Православная церковь прекратила свой экуменический диалог с англиканами, поскольку ЭАПЦ участвовала в этом диалоге в качестве признанной церкви-члена.
11 октября 2008 года Русская Православная Церковь приостановила своё членство в Конференции европейских церквей из-за отказа рассмотреть заявку на членство в КЕЦ Эстонской православной церкви, которая является самоуправляемой частью Московского патриархата.
«Московский патриархат продолжает выдвигать два основных требования, которые неприемлемы для ЭАПЦ. Первое заключается в том, что ЭАПЦ была создана в 1996 году (тем самым отрицая Томос 1923 года); и второе заключается в том, что Эстония остается канонической территорией Русской православной церкви, что широко воспринимается как отрицание Эстонии как суверенного государства, заслуживающего автокефалии в свое время».
1 сентября 2018 года председатель Отдела внешних церковных связей Русской православной церкви митрополит Волоколамский Иларион (Алфеев) в программе «Церковь и мир» заявил: «проблема Эстонии, с нашей точки зрения, не была решена, и наличие двух параллельных юрисдикций — это, опять же, с точки зрения церковных канонов, аномалия».